# Klaus-Günter Pods

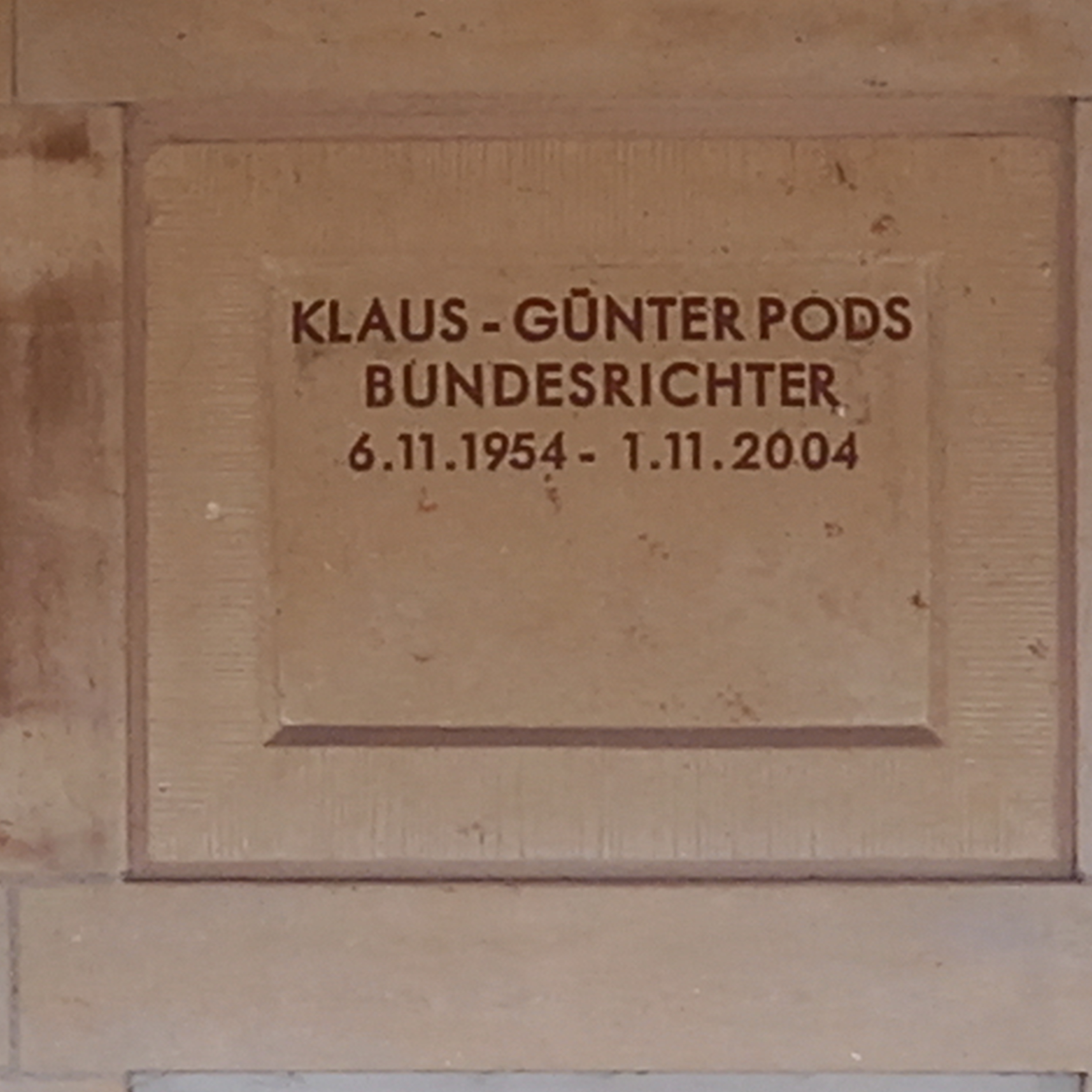
Das Grab von Klaus-Günter Pods auf dem Stadtgottesacker in Halle (Saale)

Klaus-Günter Pods (* 6. November 1954 in Hannover; † 1. November 2004) war ein deutscher Richter am Bundesarbeitsgericht (BAG).

## Leben und Wirken
Pods war seit 1985 in Niedersachsen, ab 1990 in Sachsen-Anhalt als Richter in der Arbeitsgerichtsbarkeit tätig, zuletzt als Vizepräsident des Landesarbeitsgerichts Sachsen-Anhalt in Halle.
Am 1. September 2002 wurde Pods zum Richter am Bundesarbeitsgericht ernannt. Er gehörte dem Siebten Senat an, welcher für Fragen des Betriebsverfassungsrechtes und der Befristung von Arbeitsverhältnissen zuständig ist.
Nur wenige Tage vor seinem 50. Geburtstag starb Klaus-Günter Pods nach langer, schwerer Krankheit.
| Personendaten    | Personendaten                                   |
| ---------------- | ----------------------------------------------- |
| NAME             | Pods, Klaus-Günter                              |
| KURZBESCHREIBUNG | deutscher Richter am Bundesarbeitsgericht (BAG) |
| GEBURTSDATUM     | 6. November 1954                                |
| GEBURTSORT       | Hannover                                        |
| STERBEDATUM      | 1. November 2004                                |